# نيغريتا (جنس)
النيغريتا (الاسم العلمي: Nigrita) جنس من الطيور الصغيرة من فصيلة شمعية المنقار. يضم 4 أنواع والتي تضم 36 نوعا فرعيا.

## أنواع
- نيغريتا أبيض الصدر، (الاسم العلمي: Nigrita fusconotus)
- نيغريتا كستنائي الصدر، (الاسم العلمي: Nigrita bicolor)
- نيغريتا شاحب الجبهة، (الاسم العلمي: Nigrita luteifrons)
- نيغريتا رمادي الرأس، (الاسم العلمي: Nigrita canicapillus)